# فان بروكس
فان بروكس (بالإنجليزية: Van Wyck Brooks)‏ (و. 1886 – 1963 م) هو ناقد أدبي، ومؤرخ أدبي أمريكي، وكان عضوًا في الأكاديمية الأمريكية للفنون والعلوم، والأكاديمية الأمريكية للفنون والآداب، والجمعية الأمريكية للفلسفة، توفي في مقاطعة ليتشفيلد، عن عمر يناهز 77 عاماً.

## التعليم
تعلم في جامعة هارفارد.

## جوائز
حصل على جوائز منها:
- جائزة بوليتزر عن فئة الأعمال التاريخية
- جائزة روما الأمريكية
- جائزة الكتاب الوطني  [لغات أخرى]‏.

## روابط خارجية
- فان بروكس على موقع الموسوعة البريطانية (الإنجليزية)
- فان بروكس على موقع إن إن دي بي (الإنجليزية)